# Bruzda ciemieniowo-potyliczna

Bruzda ciemieniowo-potyliczna (zaznaczona na czerwono)

Bruzda ciemieniowo-potyliczna (łac. sulcus parietooccipitalis) – w anatomii człowieka bruzda zlokalizowana na przyśrodkowej powierzchni półkuli mózgu. Linia poprowadzona przez bruzdę ciemieniowo-potyliczną na powierzchni górno-bocznej mózgu,  w połączeniu z wcięciem przedpotylicznym, wyznacza granicę pomiędzy płatem potylicznym   a płatami ciemieniowym i skroniowym.

## Przebieg
Bruzda ciemieniowo-potyliczna przebiega skośnie (ku tyłowi i ku górze) na przyśrodkowej powierzchni półkuli mózgu, za bruzdą podciemieniową. W początkowym odcinku łączy się pod kątem ostrym z bruzdą ostrogową. Końcowy fragment bruzdy, o długości od 0,5 do 2 cm, przechodzi na powierzchnię górno-boczną półkuli, wcinając się w jej górny brzeg około 4–5 cm od bieguna potylicznego.